# Desperate Remedies
Desperate Remedies és una pel·lícula dramàtica de Nova Zelanda de 1993 dirigida per Stewart Main i Peter Wells. Es va projectar a la secció Un Certain Regard al 46è Festival Internacional de Cinema de Canes.

## Argument
Ambientada a "Hope, New Britannia", una comunitat neozelandesa del segle XIX aparentment a la vora de la destrucció, Dorothea Brooke (Ward-Lealand) és una botiguera i dissenyadora de vestits amb un passat problemàtic. S'esforça en va per mantenir la seva germana Rose. irresponsable i addicta a l'opi, fora de les urpes del seu antic amant, Fraser (Curtis). Dorothea està en una relació lesbiana amb Anne Cooper (Chappell), però temptada pel nouvingut i antic radical Lawrence Hayes (Smith). El diputat i pensionat de guerra William Poyser (Hurst) vol que els seus negocis i propietats afavoreixin la seva carrera oscil·lant, a través del matrimoni. Dorothea, Anne i Lawrence s'emboliquen en un triangle tortuós, resolt quan Lawrence accepta casar-se amb Rose per conveniència i allunyar-la de Fraser. Rose mor devastada per la seva addicció a l'opi, tot i que Lawrence i Fraser han lluitat a bord d'un vaixell com a passatgers i tots dos estan desapareguts, presumptament morts. Dorothea s'ha vist obligada a acceptar Poyser en matrimoni.
Passen dos anys i Fraser torna, igual que Lawrence. En una òpera, es reprodueix una versió mise-en-abyme de la mort sobtada de Fraser però la dona amb vel resulta ser Anne, no Dorothea. En adonar-se que l'Anne és el seu veritable amor, Dorothea deixa Poyser a la seva sort, donada l'exposició de la seva mala gestió financera i dels seus deutes de joc. En Lawrence els veu al moll mentre marxen de Hope, i la Dorothea i l'Anne són vistes per última vegada juntes al timó del vaixell, abraçades.

## Repartiment
- Jennifer Ward-Lealand com a Dorothea Brook
- Kevin Smith com Lawrence Hayes
- Lisa Chappell com a Anne Cooper
- Cliff Curtis com a Fraser
- Michael Hurst com a Willam Poyser
- Kiri Mills com a Rose
- Bridget Armstrong com a Mary Anne
- Timothy Raby com el Sr. Weedle
- Helen Steemson com a Gnits
- Geeling Ng com a Su Lim (com a Geeling Ching)

## Producció
La pel·lícula es va rodar amb un pressupost relativament modest de 2 milions de dòlars. Com a dispositiu d'estalvi de diners, es va rodar principalment en un cobert al port d'Auckland. Per estalviar encara més costos, els membres del repartiment van interpretar diversos papers. Mitjançant l'ús d'estoc Fuji pel seu color excessiu, la pel·lícula va poder aprofitar al màxim el vestuari i la direcció artística per crear imatges que superaven amb escreix el que s'esperava del seu pressupost.

## Estrena i recepción
Desperate Remedies es va estrenar al Festival de Cinema de Miami amb un gran èxit. Va aparèixer a molts festivals, com ara el Festival de Cinema de Canes, el Festival Internacional de Cinema de Kíev i el Festival de Cinema Gai i Lèsbic de Torí. La pel·lícula va rebre molts premis, com ara el de millor disseny i millor pel·lícula a Kíev i el premi del públic a Torí. També va ser ben rebut a Nova Zelanda, guanyant premis a la millor fotografia, millor disseny i millor disseny de vestuari als premis de cinema i televisió de Nova Zelanda de 1994. I Jennifer Ward-Lealand va guanyar el Premi a la millor actriu al XXVI Festival Internacional de Cinema Fantàstic de Sitges.
La pel·lícula també va obtenir elogis de la crítica als Estats Units i el Regne Unit amb moltes publicacions d'alt perfil que li van donar crítiques positives. Als Estats Units, The New York Times va descriure la pel·lícula com "preciosa però ximple", mentre que Los Angeles Times va assenyalar que "Wells i Main mai ensopeguen, i la seva pel·lícula emergeix com un triomf brillant". Al Regne Unit, la pel·lícula va rebre crítiques entusiastes de NME, que la va descriure com "gloriosament exagerada, descaradament camp i absolutament meravellosa", mentre que The Sunday Times feia una ressenya. com "Deliciiosament dotada".